# 3-氯吡啶
3-氯吡啶是一种有机化合物，化学式为C5H4ClN。它的同分异构体有2-氯吡啶和4-氯吡啶。该化合物可用作医药中间体。3-氯吡啶在碱性条件下和金属在镍催化剂的存在下可以发生偶合反应，得到3,3'-联吡啶。其锂化反应得到有机锂化合物，可以用作相对难于得到的其它吡啶衍生物的前体。